# Stanisław Pietruski
Stanisław Marian Pietruski (ur. 6 lipca 1893 w Gródku Jagiellońskim, zm. 2 lutego 1971 we Wrocławiu) – kapitan pilot-nawigator Polskich Sił Powietrznych w Wielkiej Brytanii, kawaler Orderu Virtuti Militari.

## Życiorys
Syn Mariana i Wandy z domu Chojeckiej. W 1911 zdał maturę w Prywatnym Gimnazjum im. Adama Mickiewicza we Lwowie i rozpoczął studia na Uniwersytecie Lwowskim. W czasie I wojny światowej walczył w szeregach 1 pułku ułanów Legionów Polskich. Od 5 lutego do 31 marca 1917 był słuchaczem kawaleryjskiego kursu oficerskiego przy 1 puł w Ostrołęce. Kurs ukończył z wynikiem bardzo dobrym. Posiadał wówczas stopień wachmistrza. W 1918 ukończył oficerską szkołę kawalerii w Stockerau. Latem tego roku, po kryzysie przysięgowym, został wcielony do cesarskiej i królewskiej Armii, w której ukończył kurs obserwatorów lotniczych. Walczył na froncie włoskim. Po upadku Austro-Węgier powrócił z frontu do Krakowa, a stamtąd udał się do Lwowa w którym toczyły się walki polsko-ukraińskie. 
17 listopada 1918 wstąpił do polskiego lotnictwa – 2 eskadry bojowej na lotnisku Lewandówka we Lwowie i walczył w obronie miasta. 24 lutego 1919 lecąc z pilotem Józefem Cagaskiem odniósł zwycięstwo powietrzne nad ukraińskim myśliwcem Nieuport, który przymusowo lądował na ziemi niczyjej – uznawane jest to za pierwsze zwycięstwo powietrzne polskiego lotnictwa (na samolocie Albatros C.XII nr 1832/17, nr boczny 7). Latał następnie głównie w załodze z pilotem Franzem Peterem. Brał udział w kilku lotach szturmowych atakując pozycje ukraińskie z broni pokładowej, a 30 kwietnia 1919 z Peterem rozpędził obsługę dwóch dział ukraińskich, zdobytych następnie przez Polaków. 14 maja 1919 podczas lotu szturmowego na pozycje piechoty pod Kulikowem pomógł doprowadzić na lotnisko samolot z rannym pilotem Franzem Peterem.

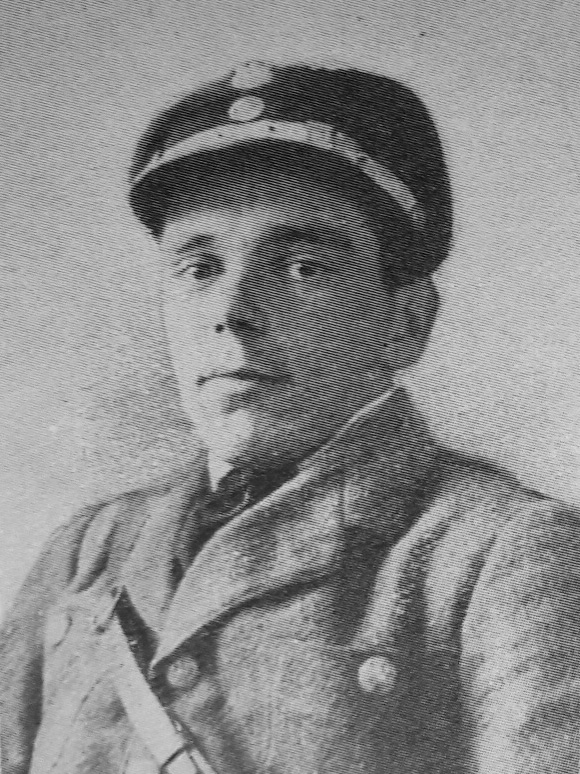
Stanisław Pietruski ppor. pilot (1920)

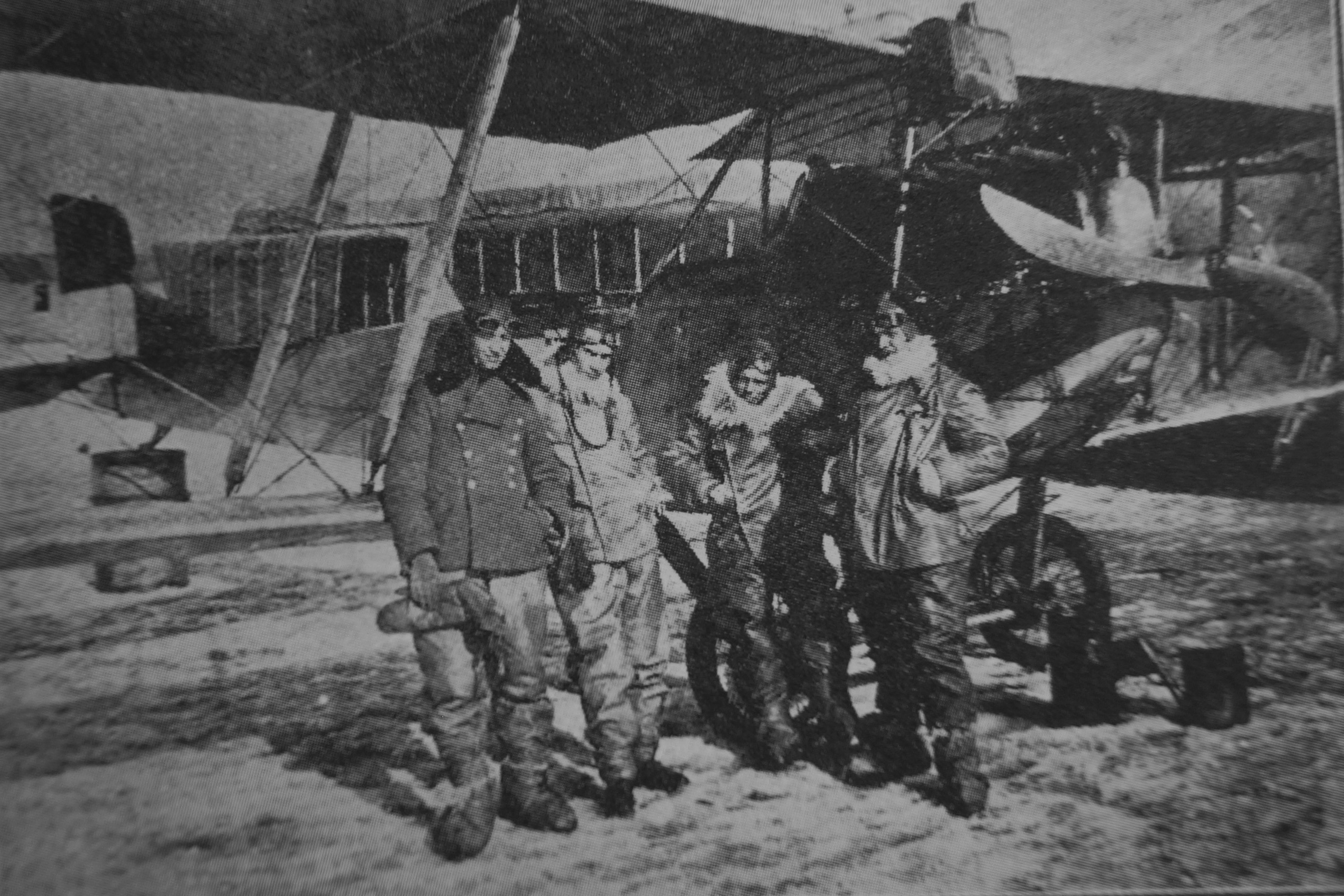
Lotnicy 6 eskadry wywiadowczej - por. obs. Józef Wojciechowski, sierż. pilot Stefan Małaczyński, ppor. pilot Stanisław Pietruski, ppor. obs. Tomasz Turbiak; 1920

Latem 1919 został przeszkolony w pilotażu (przez Franza Petera). Latał następnie w 6 eskadrze wywiadowczej (dawnej 2 eskadrze) jako pilot, podczas wojny polsko-bolszewickiej. Brał udział m.in. w nalotach na pociągi pancerne na stacji Wapniarka 27 maja 1920 (oddelegowany do 5 eskadry wywiadowczej). Od czerwca 1920 służył w Inspektoracie Wojsk Lotniczych. Został zweryfikowany w stopniu kapitana ze starszeństwem z dniem 1 czerwca 1919. Po zakończeniu działań wojennych został bezterminowo urlopowany z wojska w celu ukończenia studiów. W latach 20. posiadał przydział w rezerwie do 2 pułku lotniczego w Krakowie, a później do 4 pułku lotniczego w Toruniu. W 1934 pozostawał w ewidencji Powiatowej Komendy Uzupełnień Toruń. W dalszym ciągu posiadał przydział w rezerwie do 4 pułku lotniczego.
Podczas kampanii wrześniowej zmobilizowany i przydzielony do 4 Bazy Lotniczej, nie wziął udziału w walkach. Przedostał się do Wielkiej Brytanii i służył w Polskich Siłach Powietrznych w administracji dywizjonu 308. Posiadał numer służbowy RAF P-0500. Następnie został skierowany na Bliski Wschód jako adiutant gen. Mateusza Iżyckiego a następnie jako oficer łącznikowy w kwaterze głównej sił sprzymierzonych. W 1947 powrócił do Polski i osiadł w Jeleniej Górze. Zmarł 2 lutego 1971 we Wrocławiu. Został pochowany na cmentarzu parafii Matki Boskiej Wspomożenia Wiernych we Wrocławiu przy ul. Opolskiej. 28 listopada 2014 roku jego szczątki, za zgodą rodziny, zostały przeniesione i złożone na cmentarzu Rakowickim.

## Ordery i odznaczenia
Za swą służbę otrzymał odznaczenia:
- Krzyż Srebrny Orderu Wojskowego Virtuti Militari nr 5437 – 17 maja 1922[18][19]
- Krzyż Niepodległości – 16 września 1931 „za pracę w dziele odzyskania niepodległości”[20]
- Krzyż Kawalerski Orderu Odrodzenia Polski
- Krzyż Walecznych „za czyny męstwa i odwagi wykazane w bojach toczonych w latach 1918-1921” trzykrotnie
- Złoty Krzyż Zasługi
- Medal Lotniczy trzykrotnie
- Polowa Odznaka Pilota nr 82 i Polowa Odznaka Obserwatora nr 60 - 11 listopada 1928 roku „za loty bojowe nad nieprzyjacielem w czasie wojny 1918-1920”[21]